# Корнікулярія
Корнікулярія (Cornicularia) — рід лишайників родини пармелієві (Parmeliaceae). Назва вперше опублікована 1792 року.

## Будова
Талом кущистий, розгалужений, часто формує компактні подушечки. Лопаті жорсткі, кутувато-округлі в поперечному розрізі, зрідка майже пласкі. Апотеції на кінцях лопатей, щитоподібні, одного кольору з таломом. Схожий на рід Cetraria, проте на відміну від нього має округлі лопаті.

## Поширення та середовище існування
Зростає на ґрунтах та каменях, що вкриті мохом.

## Класифікація
До роду Cornicularia відносять 6 видів:
- Cornicularia berteroi
- Cornicularia caesia
- Cornicularia fibrillosa
- Cornicularia lata
- Cornicularia normoerica
- Cornicularia pubescens